# Pella (Olaszország)
Pella település Olaszországban, Piemont régióban, Novara megyében. Lakosainak száma 885 fő (2023. január 1.). Pella Cesara, Madonna del Sasso, Pettenasco, San Maurizio d’Opaglio, Nonio és Orta San Giulio községekkel határos.

## Népesség
A település lakossága az elmúlt években az alábbi módon változott:
| Lakosok száma | 1008 | 985  | 885  |
|               | 2017 | 2018 | 2023 |